# Avalon High (novela)
Avalon High es una novela del género literatura juvenil escrita por Meg Cabot, publicado en 2005. Estuvo en el puesto 3 en la lista de best sellers del The New York Times'  en enero del 2006.  Se publicaron tres volúmenes de manga: Coronación volumen 1: La profecía de Merlín, Coronación volumen 2: Regreso, y Coronación volumen 3: la luna del cazador.

## Trama
Ellie Harrison se acaba de mudar a Annapolis, Maryland. Su escuela nueva, Avalon, parece como un instituto típico con alumnos típicos: Lance, el atleta; Jennifer, la animadora; Marco, el chico malo; y Will, el presidente de clase, mariscal de campo, el estudiante que todas las chicas quiere y buen chico. Pero no todo el mundo en Avalon es quién aparenta ser, ni siquiera Ellie misma.

## Personajes
Elaine "Ellie" Harrison: la estudiante nueva en Avalon, se mudó a Annapolis, Maryland de Minesota y se cree que representa a Elaine de Astolat la mayor parte de la novela, aunque más tarde es revelado que es La dama del Lago, la protectora mágica de Arturo.
Arturo William "Will" Wagner hijo: tiene una mala relación familiar y es el mariscal de campo estrella de Avalon, representa al Rey Arturo, como la mayoría de las personas sospecharon.
Jennifer Gold: una animadora y la novia de Will. Representa a la Reina Guinevere en la leyenda de Arturo. Engaña a Will con Lance a sus espaldas.
Lance Reynolds: el cornerback del equipo de fútbol americano de Avalon, y el mejor amigo de Will. Lance representa a Sir Lancelot.
Marco Campbell: es el hermanastro/medio hermano de Will. Representa a Mordred. 
Señor Morton: es el profesor de inglés en la secundaria Avalon. Es un miembro de "La Orden del Oso" y representa a Merlín.
Almirante Arturo William Wagner padre: es el padre de Will y representa a Uther Pendragon en la leyenda. Según parece, asesina a su mejor amigo (enviándolo a combatir donde es asesinado) y luego se casa con su mujer.
Jean Wagner: es la esposa del Almirante Wagner, con quién se casa 6 meses después de la muerte de su marido en combate. A pesar de que se crea que solo sea la madrastra de Will, más tarde es revelado (por el señor Morton) que en realidad es su madre biológica. Representa a Igraine en la leyenda.
Los padres de Ellie: profesores de historia medieval en sabático. Su madre está escribiendo un libro sobre Elaine, conocida como "lily maid" de Astolat, y su padre sobre la espada que Ellie toma al parque y le entrega a Will durante su enfrentamiento con Marco, revelándose así como la dama del Lago. Los padres de Ellie se preocupan por ella aunque la avergüencen algunas veces.

## Datos
El libro tiene veintinueve capítulos y cada uno inicia con una cita, que se relaciona con el contenido de dicho capítulo.
Hay un sutil presagio en el primer capítulo del libro que apunta que Ellie es la dama del lago, en contraposición de la dama de Shalott. El nombre de su Estado natal es Minesota, conocida como "la tierra de los 10000 lagos".

## Adaptación
Disney Channel adaptó el libro como una película original con el mismo nombre, Avalon High, en el 2010. Los protagonistas de la película son: Britt Robertson, Gregg Sulkin, Joey Pollari, Devon Graye y Steve Valentine. La película se estrenó el 12 de noviembre de 2010. Algunas escenas de la película están filmadas en Nueva Zelanda.

### Cambio de la trama
Los personajes en la película son renombrados y representan a otras personas con respecto al libro. En la película, Allie (Ellie en el libro) es el rey Arturo en lugar de Will (inicialmente varios personajes creyeron lo contrario); el señor Moore (Señor Morton en el libro) representa a Mordred, reemplazando a Marco; y Miles (en vez de Morton en el libro) es Merlín. En la película, Marco es miembro de La Orden del Oso, y está determinado a proteger a Will, creyendo que él era Arturo. A su vez, Allie inicialmente cree que Marco es Mordred.
En la película, el señor Moore revela que sospechaba que Allie podía ser la dama del lago y está sorprendido de que sea Arturo en su lugar. La escena de la batalla final, el cual tiene lugar en el barranco en el libro, en la película ocurre en el teatro escolar (el cual mágicamente se convierte en una playa).
Los estudiantes están explicados como las reencarnaciones de sus alter egos, en lugar de solo ser ellos mismos. Allie es única hija; ya no tiene un hermano. Ya que Will no es Arturo en la película, algunas conexiones fueron eliminadas: el padre de Will no trata de que él sea parte de la marina; Will no es navegante y tampoco tiene un perro (en el libro hay conexiones entre el nombre del perro y barco de Arturo). El nombre del equipo de Avalon es Caballeros y no Excalibur.
Muchas escenas violentas y amenazantes fueron removidas y se cambiaron algunos ajustes en las escenas para que la película sea más apropiada para los más jóvenes.